# Ano Internacional da Cristalografia

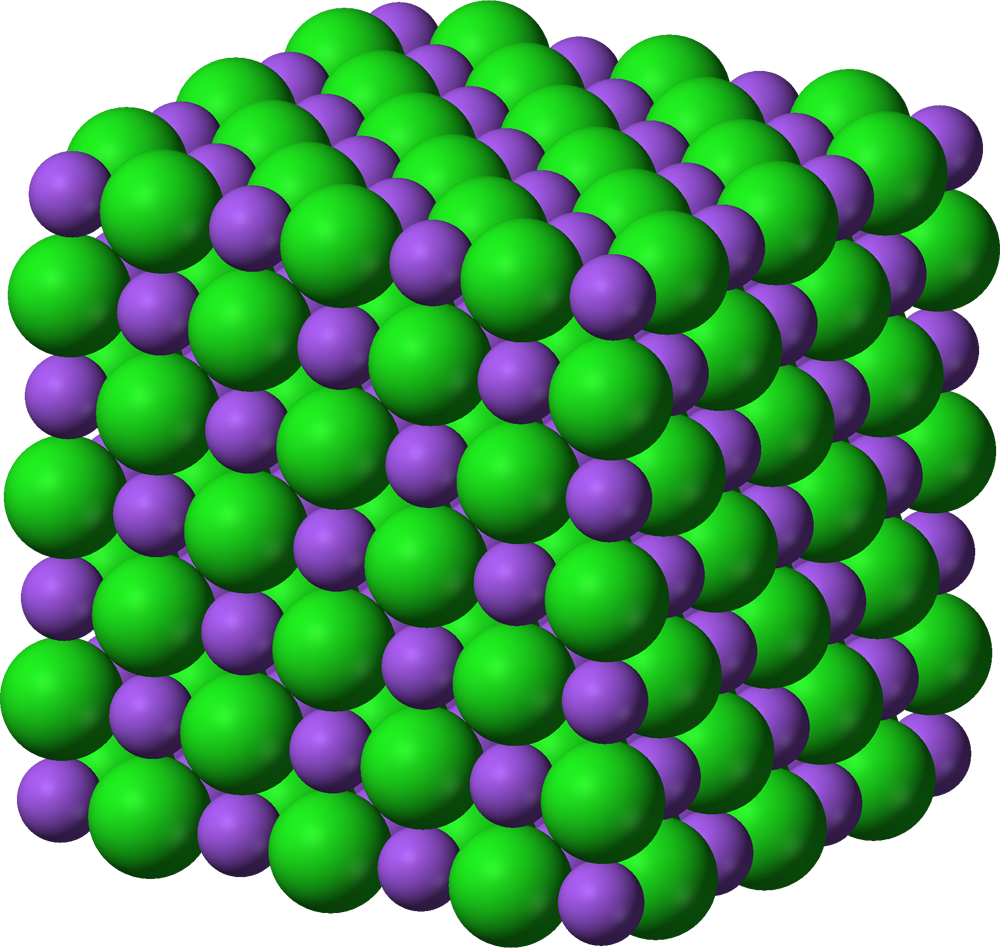
Representação esquemática da estrutura cristalina do cloreto de sódio.

O Ano Internacional da Cristalografia foi celebrado em 2014 por decisão da Assembleia Geral das Nações Unidas em reconhecimento à importância da cristalografia para a compreensão da natureza e ao impacto dessa ciência no mundo de hoje.

## Histórico
O nascimento da cristalografia moderna está associado a dois experimentos cruciais realizados no início do século XX: a descoberta da difração de raios X por Max von Laue em 1912 e a demonstração feita no ano seguinte por William Lawrence Bragg e William Henry Bragg de que esse fenômeno pode ser usado para determinar a posição dos átomos em um cristal. Para celebrar esses eventos, a União Internacional de Cristalografia propôs que 2014 fosse declarado o Ano Internacional da Cristalografia.
Ao fazer a declaração formal do ano internacional, a Assembleia Geral das Nações Unidas convidou a Organização das Nações Unidas para a Educação, a Ciência e a Cultura a facilitar a implementação do evento em colaboração com os governos nacionais, os organismos internacionais e as organizações não-governamentais.

## Atividades
Ao longo do ano foram realizadas atividades em diversos países, dirigidas a um público amplo e diversificado. A solenidade de abertura foi realizada em Paris em janeiro de 2014 e o encerramento aconteceu em Rabat em abril do ano seguinte.

## Desdobramentos
Como consequência do Ano Internacional da Cristalografia, a União Internacional de Cristalografia passou a promover todos os anos uma competição internacional de crescimento de cristais voltada para estudantes com menos de 18 anos. Os participantes submetem uma gravação em vídeo de até quatro minutos de duração em que mostram um trabalho experimental de crescimento de um cristal. A comissão julgadora avalia os vídeos segundo seis critérios: criatividade, valor estético, descrição do planejamento e do trabalho experimental, clareza das explicações, fundamentação científica e segurança.